# Clara Lee
Đây là một tên người Triều Tiên, họ là Lee.
Lee Seong-min (hay còn được viết là Lee Sung-min, Hangul: 이성민, Hanja: 李晟敏, Hán-Việt: Lý Thành Mẫn, sinh ngày 15 tháng 1 năm 1985), Tên tiếng Anh là Clara Lee, được biết đến với nghệ danh Clara (tiếng Hàn: 클라라) là một nữ diễn viên, người mẫu người Thụy Sĩ gốc Hàn Quốc. cô là con gái của ca sĩ Lee Seung-kyu Cô từng đóng các vai trong Nữ thần hôn nhân, Cặp đôi oan gia (Emergency Couple) và thường gây chú ý với phong cách hấp dẫn, với gương mặt đẹp và lợi thế về hình thể.
Clara ngày một nổi bật trong làng giải trí Hàn Quốc. Năm 2013, cái tên Clara trở thành từ khóa được tìm kiếm nhiều nhất trong năm, theo kết quả thống kê của Naver. Cô đã vượt qua nhiều ứng viên bình chọn để trở thành người đẹp sexy nhất Hàn Quốc năm 2013 và đang được xem là biểu tượng gợi cảm của Hàn Quốc.

## Sự nghiệp
Sinh năm 1985, Clara là một người mẫu, diễn viên mang hai dòng máu trong mình là của Anh và Hàn Quốc và sinh ra ở Thụy Sĩ. Cô chính là con gái của Lee Seung Kyu một ca sĩ chính của nhóm nhạc Koreana. Clara gia nhập làng giải trí năm 2005 bằng tên thật Lee Sung Min. Năm 2009, cô mới có bộ phim đầu tiên mang tênFive Senses of Eros. Tháng 01 năm 2012, trong buổi họp báo ra mắt Take Care of Us, Captain, Clara chính thức thông báo đổi nghệ danh vì tên Sung Min thường khiến mọi người nhầm cô là con trai. Tháng 9, Clara tiếp tục trở thành cái tên được nhắc tới nhiều nhất vì scandal và được người ta đặt biệt danh là người đẹp nói dối. Đến nay, cô rất đắt sô chụp ảnh, làm mẫu.

## Phong cách
Cô gái được cho là sở hữu một gương mặt đẹp và thân hình nóng bỏng, tràn đầy sức sống, điều này nhanh chóng giúp cô nổi tiếng và nhận được nhiều sự quan tâm bởi phong cách thời trang gợi cảm. Với phong cách sexy, hình thể đẹp và nụ cười luôn rạng rỡ trên môi, Clara luôn tận dụng lợi thế hình thể trước ống kính báo chí và xuất hiện thường xuyên trên các tạp chí thời trang với phong cách nóng bỏng. Phong cách của Clara rất gợi cảm trẻ trung. Vì sở hữu hình thể như một người mẫu nên cô thường diện những chiếc váy khoe chân thon, ngực đầy. Cô thường tự tin khoe đường cong và ngực đầy với váy xuyên thấu, váy quây hay diện váy ngắn bó sát với phần ngực khoét rộng.

## Chỉ trích
Cô từng bị chỉ trích bởi phong cách thời trang quá phóng khoáng, cô bị ví von là thảm họa váy trắng. Sau khi truyền thông Hàn đăng tải những hình ảnh của Clara trong một số sự kiện, nhiều độc giả đã lên tiếng phản đối và chê bai chẳng hạn như Clara bị công kích vì bộ váy khoe da thịt loang lổ, trong một buổi họp báo hồi cuối nằm 2013, điều này khiến cô đã phải bật khóc òa nức nở vì bị phóng viên chỉ trích ngay trên sân khấu buổi họp báo. Ngoài ra, Những hình ảnh thời đi học của Clara khiến không ít người ngạc nhiên, một số khán giả tỏ ý nghi ngờ cô đã phẫu thuật thẩm mỹ để hạn chế các nhược điểm của mình, khiến khuôn mặt cô trở nên khả ái hơn, ngoài ra vòng 1 của bị nghi ngờ là có phẫu thuật thẩm mỹ nhưng cô vẫn khẳng định mình đẹp tự nhiên.
Clara cũng bị bàn tán nhiều vì phát ngôn về phong trào gợi cảm của các nghệ sĩ Hàn. Clara từng tranh luận với Gong Ji Young trên trang Twitter. Gong Ji Young bày tỏ sự phẫn nộ trước việc các ngôi sao đang đua nhau khoe cơ thể để mong nổi tiếng. Clara lại cho rằng Gong Ji Young đang giả tạo hòng chiêu mộ tình cảm của công chúng. Sự cố báo chí nhắc đến việc cô đưa ra những câu trả lời hoàn toàn trái ngược nhau trong những chương trình truyền hình khác nhau đã khiến Clara bị chỉ trích là người đẹp nói dối. Trong God of Food Road, Clara nói rằng không thích gà và bia, nhưng trong một tập Cultwo Show, cô lại bày tỏ niềm đam mê với chúng. Trong Happy Together 3, cô nói rằng không biết gì về yoga nhưng trước đó cô từng thể hiện một số tư thế yoga trong 2 chương trình là Vitamin và Reckless Family. Trong One in Fantasy, Clara tuyên bố chưa từng yêu người nổi tiếng nhưng cô lại có một câu trả lời hoàn toàn trái ngược trong Radio Star. Sự chỉ trích gay gắt của công chúng đã khiến Clara phải đóng blog cũng như trang mạng xã hội cá nhân.

## Liên kết
- Website chính thức
- Clara trên Cyworld

- Clara trên HanCinema
- Clara trên IMDb